# Unknown Caller (filme)
Unknown Caller é um filme norte-americano do gênero suspense, dirigido por Obin Olson e Amariah Olson. Lançado em 2014, foi protagonizado por Louise Griffiths, David Chisum, Henri Lubatti e Assaf Cohen.
No Brasil, chegou diretamente em DVD pela Europa Filmes sob o titulo Chamada Não Identificada.